# フェロモリブデン
フェロモリブデン（英: Ferromolybdenum）は、鉄とモリブデンの合金。FeMo。

## 概要
合金の製造や溶接（テルミット法）、触媒など幅広い用途に用いられる素材。日本では、中華人民共和国から輸入された三酸化モリブデンや国内の使用済み触媒から回収されたモリブデンを使って生産されるものが大半である。2013年の製造量は約4,550トンであった。

## 主な製造メーカー
- 太陽鉱工
- 妙中鉱業
- 日本キャタリストサイクル
- JFEマテリアル